# 海棠文化線上文學城
海棠文化線上文學城簡稱海棠文化、海棠文学城、海棠網、海棠文學，是台湾龙马文化出版社下轄的一個耽美和十八禁网络文学網站，成立于2015年，伺服器架設在台灣。該網站上的部分作品需要付費閱讀，並且允許投搞的作品存在同性色情描寫，所以網站在首頁標明「未成年人禁止入內」。有許多中國大陸作者為了規避中共的網絡審查而選擇在海棠文化上發文。
2024年6月，安徽績溪警方以「製作、傳播淫穢物品牟利罪」為由異地抓捕超過50名在海棠投稿的網絡作家，其中有人被判4年半。2025年1月，蘭州警方開始再度抓捕在海棠投稿的作者。6月8日，海棠網宣布暫時關站一個月並下架諸多作品。6月29日，網站恢復上線。有中國大陸的作者詢問網站關於抓捕的真實性，但網站方面沒有任何透露，以至於一些中國大陸作者誤以為沒事而繼續更新作品。7月底，蘭州警方又發動第二波抓捕，一些恢復更新的作者被警方約談。